# 保守主义
保守主义（英語：conservatism），是一種旨在促進和保護傳統的社會制度和實踐的文化、社會和政治哲學。保守主義的核心原則因其所處的具体文化和文明的現狀（status quo）而有所不同。保守派傾向於支持保證穩定性並逐漸演變的制度和實踐，經常反對進步主義並尋求回歸傳統價值觀。不同的保守派群體在不同时期维护不同的傳統價值觀，如基督教、伊斯兰教、亚洲价值观等。在当代西方，保守派維護有組織的宗教、議會政府和財產權。
1818年，在企图颠覆法國大革命共和成果的波旁復辟時期，弗朗索瓦-勒內·德·夏多布里昂首次在政治意义上使用該術語（Le Conservateur）。從歷史上看，保守主义與右翼政治有關，後來被用來描述廣泛的觀點。沒有任何一套既定政策被認為是保守的，因為保守主義的意義取決於在特定地點和時間那些被認為是傳統的東西。保守主義思想因適應現有傳統和民族文化而發生了很大變化。一些保守派主張經濟干預主義，而另一些保守派主張建立自由放任的市場經濟体制。 世界不同地區的保守派——各自堅持各自的傳統——可能在廣泛的议题上存在分歧。埃德蒙·伯克是18世紀反對法國大革命但支持美國革命的政治家，被認為是1790年代保守主義的重要理論家。

## 定义
塞繆爾·P·亨廷頓在1957的《作为一种意识形态的保守主义》一文中，对保守主义的定义有过梳理，这些定义一般分为三种。第一种被称作“贵族式”，因为这一定有认为保守主义属于封建贵族的意识形态，与之相对自由主义、社会主义分别是资产阶级、无产阶级的意识形态，最典型的例子就是法国大革命时期的贵族思想，因此保守主义的反对者往往攻击保守主义过时。然而，保守主义的支持者认为保守主义并不代表某一阶级的立场，它是一套独立而有效的意识形态，任何阶级、任何时代都可能有保守主义。最后一种是“情境式定义”，也是亨廷頓自己的观点，认为保守主义反复出现于历史上的一类相同情景——当社会制度受到根本性挑战时，建制派就会采取行动捍卫现有制度，这些建制派用以捍卫既成社会秩序的思想就是保守主义。

## 主题
1959年，英國保守黨主席昆廷·霍格說：“保守主義與其說是一種哲學，不如說是一種態度、一種恆久的力量，在自由社會的發展中發揮著永恆的作用，並對應於一種深刻而永久的人性本身的要求”。保守主義經常被用作一個通用術語來描述“佔據自由主義和法西斯主義之間政治光譜的各种右翼觀點”。儘管缺乏普遍的定義，但某些主題可以被認為是保守主义思想中的共同點。

### 传统
根據邁克爾·奧克肖特的說法，“保守……就是喜歡熟悉的東西而不是未知的東西，喜歡嘗試過的東西而不喜歡未經嘗試的東西，喜歡事實而不喜歡神秘，喜歡實際性而不喜歡可能性，喜欢有限性而不喜欢无限性，喜歡近處的不完美，而不喜歡遙遠的富足、完美的便利、烏托邦式的幸福笑聲。”這種傳統主義反映出對經過時間考驗的社會組織方法的信任，是給“死者投票”。傳統也可能是一種認同感。

### 等级制
與基於傳統的保守主義定義相反，科里·羅賓（Corey Robin）等一些政治理論家主要根據對社會和經濟不平等的一般辯護來定義保守主義。由此，保守派认为，即某些社會秩序和等級制度是不可避免的、自然的、正常的或可取的，他们通常基於自然法、經濟學或傳統支持這一立場。從這個角度來看，保守主義與其說是維護舊制度的嘗試，不如說是“對擁有權力、看到它受到威脅並試圖贏回它的感受的沉思和理論演繹”。相反，一些保守派可能會爭辯說，他們不是尋求保護自己的權力，而是寻求保護適用於每個公民的“不可剝奪的權利”，促進他們认知中應該永恆的規範和規則。

### 现实主义
苏利文（Noël O'Sullivan）將保守主義稱為关于“人類不完美的哲學”，反映了保守主义者對人性的負面看法以及對通過“烏托邦”計劃改善人性的悲觀態度。“現實主義右翼的知識分子教父”托馬斯·霍布斯認為，人類在自然狀態中是“貧窮、骯髒、野蠻和短命”的，需要中央集權的政治。

## 思想發展

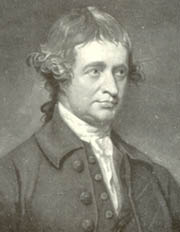
埃德蒙·伯克 (1729-1797)

雖然政治思想在其起源時便包含了許多可以被歸類為保守主義的内容，一直到啟蒙時代尤其是1789年前後的法國大革命震撼歐洲後，保守主義才以一種政治態度或思想的面貌嶄露頭角。許多人指出在宗教改革時期，聖公宗神學家理查德·胡克強調為了社會和諧和公共利益而必須在政治上保持穩定，顯現出了早期的保守主義思想。但保守主義一直要到埃德蒙·伯克寫下《對法國大革命的反思》後成為系統性的意識形態。
愛爾蘭裔英國政治家埃德蒙·伯克大力反對法國大革命，但支持美國革命。這些早期的保守思想通常堅持保守主義並非一種“意識形態”，因為他們認為“意識形態”與烏托邦的理想相連。伯克反對一個完全由抽象的“理性”所引導的「啟蒙」社會。許多人認為伯克發展出了對於現代主義的批評，不過伯克從來不曾使用“现代主义”，该詞也要直到19世紀末才出現。伯克擔憂啟蒙運動对旧秩序的批判將會帶來無法收拾的動亂，主張保持傳統的價值。
伯克主張，一些人的理性必然少於其他人，因此如果這些人純粹依靠理性行動，他們所運作的政府將會非常糟糕。對於伯克而言，政府的架構不該是由抽象的「理性」所組成，而是應該遵循國家長久以來的既定發展模式以及家庭和教會等重要的传统社會机构。
我們擔憂人們會依照自身的理性主導其生活和交易，因為我們懷疑每個人的理性其實是相當有限的，因此個人最好是依靠於國家的既有傳統。許多哲學家們都不會試著挑戰傳統，而是會利用他們的聰敏，尋找尚未被他們發掘的智慧。如果他們真的找到了，他們也會選擇繼續保留傳統，同時將理性融入其中，而非完全拋離傳統單純依靠理性；因為傳統，夾帶著其本身的理性，也會允許理性有所活動，這種互動關係是永恆不變的。
伯克主張，比起純粹抽象（例如「理性」）的事物，傳統更能作為立身處世的依據。因為傳統經歷了數個世代的智慧和考驗，「理性」則可能只是一個人的偏見，不但未經時間的考驗，最多也只能代表一個世代的智慧。任何既有的價值觀或傳統都是經歷了過去的時光考驗才流傳下來的，因此都應該被尊重。
不過，保守主義者並不反對變革。如同伯克所寫道的：「無法接受改變的國家是無法生存的。」但他們堅持變革必須是透過有系統、有條理的改變，而非突然爆發的革命。革命為了某種理論或學說，會試圖改變人類社會中複雜的人類互動關係，這將會造成無法預料的後果。伯克大力呼籲應該避免道德風險。對於保守主義者而言，人類社會有時是根深蒂固而體制健全的，而為了達成某種意識形態的計畫而隨意修改之、形塑之，將會造成無法預料的災難。保守主義者也支持財產權，對於18世紀的輝格黨而言，沒有任何東西比財產權利更為神聖的了，財產權使得個人的利益考量高過那些華麗卻不實際的理論。
隨著拿破崙時代的結束，維也納會議象徵了保守主義在歐洲復興的開端，抗衡經由法國大革命鼓舞的欧洲自由主義和革命運動。

## 类型

### 自由保守主义
自由保守主義融合了主张政府對經濟的最小干預的古典自由主義觀點，即個人應該在不受政府乾預的情況下自由參與市場並創造財富。 然而，保守主义者认为，不能完全依賴個人在其他生活領域採取負責任的行動。自由保守主义認為，需要一個強大的國家來確保法律和秩序，需要社會機構來培養對國家的責任感和責任感。自由保守主義是受自由主義強烈影響的保守主義的一種變體。自由保守主義通常指的是支持自由放任市場的經濟自由主義與關注既定傳統、尊重權威和宗教價值觀的古典保守主義的結合。自由保守主义與古典自由主義形成鮮明對比，後者同时支持個人在經濟和社會两个領域的自由。

### 古典保守主义
古典保守主义，也称传统保守主义，是一種政治哲學，強調需要自然法則和超越道德秩序、傳統、等級制、有機統一、農業、古典主義和高雅文化以及忠诚、忠贞等原則。一些傳統主義者接受了“反動”和“反革命”的標籤，無視啟蒙運動以來對這些術語的污名。對社會有等級觀念的許多傳統主義保守派，包括少數美國人（著名的例子包括拉爾夫·亞當斯·克拉姆、索蘭格·赫茲、威廉·S·林德和查爾斯·A·庫倫貝），认为君主制政治結構是最自然和最有益的社會安排。

### 財政保守主義
財政保守主義強調政府在開支和借債上應採取謹慎保守的態度。埃德蒙·伯克在《對法國大革命的反思》裡寫下了這個原則：
一個公民社會最初的理念所保障的，在於每個公民所擁有的財產，而非國家所要求的債主權利。公民對於其財產的權利是最首要的、最至高無上的、而又最不可侵犯的。個人的財產，無論是透過自行掙取而來、或是透過遺產繼承、或者來自其他人所贈與的物品，在任何情況下，皆不屬於國家所擁有…政府無論是由君王或是議會所統治，其所擁有的財產僅只限於公共財產，而其公共財產也只能來自於大多數公民所自願給予的財產部分。

### 經濟保守主義

#### 英美
在英美，“經濟保守主義”也被稱為“經濟自由主義”，延伸了財政保守主義對於金融政策的保守態度，主張政府不應該隨意干預市場的運作。有時候這種保守態度也延伸至小政府的哲學，支持自由市場、以及自由放任的經濟政策。在经济保守主义和经济自由可以互换的意义上，英美经济保守主义可以追溯至古典自由主義的傳統，亚当·斯密、弗里德里克·哈耶克、米爾頓·佛利民、路德維希·馮·米塞斯、艾茵·兰德都是其代表。
財政保守主義和經濟保守主義對於資本主義和經濟自由主義和市場經濟的支持，並不一定會和社會保守主義及宗教保守主義的理念相符合。除此之外，資本主義和自由市場的運作也大幅改變了既有的社會秩序，如同圈地运动和其他類似的改革，將原先傳統淳樸的農業社會轉變為工商業為主的現代社會，同時也可能改變對社會議題的態度，例如對於色情產業的態度。在這些經濟和社會政策問題上，不同流派的保守主義之間也可能會產生極大的衝突。例如在歐洲的不少國家的保守派便在社會議題上持自由派態度，與美國的保守派相對。

#### 中国
中国语境中的“经济保守主义”与“经济自由主义”有很大不同。例如，复旦大学历史学系教授何爱国指出，中国近现代史上的“经济保守主义”主要是封建主义小农思想反对现代市场经济体制，“以维护精神文明、反对物质文明；捍卫社会公平、反对贫富分化；维持社会稳定、反对社会动荡；维护国本，反对西化；维护人本，反对异化”，跟民族保守主义、社会保守主义、文化保守主义是为一体。

### 社會保守主義
社會保守主義不同於文化保守主義，儘管两者有重疊之處。 社會保守主义者認為，社會是建立在脆弱的關係網絡之上的，需要通過責任、傳統價值觀和既定機構來維護這些關係網絡，並且支持政府在鼓勵或執行傳統價值觀或行為方面發揮著作用。社會保守主义者想要維護傳統道德和社會習俗，通常是反對他們認為激進的政策或社會工程，社會變革因此通常被認為是可疑的。
在今日欧美，社會保守派普遍贊成在墮胎爭議中的反墮胎立場，並反對人類胚胎幹細胞研究（尤其是在公共資助的情況下），反對優生學和人類增強（超人類主義），同時支持生物保守主義，支持一男一女的傳統婚姻定義；將核心家庭模式視為社會的基本單位；反對將民事婚姻和兒童收養擴大到同性關係的夫婦；促進公共道德和傳統的家庭價值觀；反對無神論，尤其是激進的無神論、世俗主義和政教分離，主张禁止毒品、禁止賣淫、禁止安樂死；並支持審查色情內容以及他們認為淫穢或不雅的內容。

### 文化保守主義
文化保守主義主張保存本民族的文化或傳統。文化在這裡指的可以是相當廣泛的西方文化或是中华文明、又或者小至藏文化。文化保守主義試圖採納過去遺留下來的傳統和制度。這種傳統可能是不切實際的，例如在英國反對公制度量衡的運動，要求保持英國傳統的度量衡標準。保守主義也可以是制度性的：在西方這可能包括了騎士制度和封建制度、或者是资本主义和法治。而在東方，中國的國家科举制度、以及在印度的文化寬容傳統都是保守主義的例子。
而依據社會保守主義的理論，傳統也可以是道德性的。例如在某些文化裡墮胎被認為是錯誤的。一些文化裡則禁止婦女在公共場合暴露她們的面貌或四肢，認為那是不道德的舉動，那些文化裡的保守主義者也往往會支持以法律禁止那樣的舉動。其他的保守主義者則採取較正面的做法，支持好撒馬利亞人法、或者其他需要公共慈善協助的法律，以此發揚他們的傳統文化。
文化保守主義通常主張，由於既有的傳統已經在文化或制度上佔有其一席之地，也因此應該被保留。文化保守主義並不一定會接受其他不屬於他們的文化，這取決於他們的開放度。許多保守主義者相信普世的道德價值，但其他一些人則認為道德可能因為國家和民族差異而有所不同，因此只支持屬於他們既有的文化。因此對一個文化保守主義者而言，在法國已被普遍接受的某種概念，並不一定適合套用至德國和其他國家。

### 宗教保守主義
宗教保守主義要求保存特定宗教的教義，有時會試著傳播這些教義的價值觀，又或者會試圖將這些價值觀寫入法律條文。宗教保守主義也可能會支持現世的傳統。有時候宗教保守主義可能會感到其自身與當地的文化產生衝突。而在一些國家，兩個或多個宗教的保守主義者也可能會產生衝突，兩派都宣稱自己的觀點才是正確的，並指責對方的觀點。
宗教保守主義與其他形式的保守主義不同，因為他們的形式相當多。許多宗教保守主義者反對一切改變，因為他們認為其信仰是來自於全能而不變的上帝。
被宗教保守主義所影響的政府可能會以實際政策提倡特定宗教的傳統價值，例如在欧盟就有一些保守主義及基督教民主主義的團體試著要求將基督教價值观寫入欧盟宪法。若望·保禄二世也曾遊說歐盟在憲法裡提及上帝或宗教改革，但最後仍沒有成功。
而一些宗教原教旨主义運動，則顯示出了宗教保守主義也可能會與現有社會秩序產生矛盾，他們可能會試圖推翻现状，以回歸理想中更為傳統和正當的社會，有時也會以相當嚴格的方式解釋聖經字句。這樣的激進運動有時也可能是為了對抗既有政治體制的濫用、腐敗、或違背教義。新教的宗教改革便是這樣的例子之一。
在伊斯兰教，伊斯蘭原教旨主義（Salafi）運動經常在政治和社會上採取激進行動，也因此常被大多數主流的伊斯蘭政府所壓制。原教主義者試著將他們對於伊斯蘭社會的理想—亦即穆罕默德那個時代的社會，強加於他人之上，他們也經常會使用暴力的手段。他們反對伊斯蘭社會在穆罕默德时代之后的發展，也因此常被定性為激進的宗教保守主義。
類似的現象事實上在全世界的許多宗教裡都曾發生，有時候，這種衝突反映了傳統社會與過去500年內才出現的現代西方社會之間的文化衝突。許多在現代世界被稱為激進宗教保守主義標籤的運動，其實只是將傳統宗教理想混合上現代的、歐洲革命哲學的融合。

### 民族保守主义
民族保守主義重視「民族利益和傳統社會結構、種族觀點」，融合了民族主义和保守主义。許多民族保守主義者同時也是社會保守主義者，支持限制移民和難民，反对多元文化主義，傾向於維持傳統家庭和社會穩定（部分反對墮胎及LGBT權利），而在歐洲通常為歐洲懷疑主義者。在經濟議題上，民族保守主義者的觀點可以從支持計劃經濟到的混合經濟或是自由放任經濟。有评论认为，今日西方多數右派政黨採取經濟保守主義，在不同程度上忽略社會、文化和民族保守主義。

### 威权保守主义
威權保守主義（authoritarian conservatism）或反動保守主義（reactionary conservatism）是指意識形態圍繞保守民族主義（而不是種族民族主義，儘管可能存在某些種族成分，如反猶太主義）的專制政權。威權保守運動表現出對宗教、傳統和文化的強烈熱愛，同時也表現出類似於其他極右翼民族主義運動的狂熱民族主義。威權保守主义領導人的例子包括安東尼奧·德·奧利維拉·薩拉查和恩格爾伯特·陶爾斐斯。威權保守運動與法西斯主義在同一時代很突出，有時與法西斯主義發生衝突。儘管這兩種意識形態具有民族主義等核心價值觀，有共產主義和唯物主義等共同敵人，但威權保守主義的傳統主義性質與法西斯主義的革命性、回溯性和民粹主義性質之間存在不同，因此在威權保守主義政權经常鎮壓法西斯主义運動和纳粹主義運動。這兩種意識形態之間的敵意可以在奥地利威权保守主义与奧地利纳粹主義者的權力鬥爭特别是恩格爾伯特·陶爾斐斯被暗殺事件中看出来。
社會學家李普塞特研究了1920-1960年代右翼極端主義政治的階級基礎：
保守主義或右翼極端主義運動在現代歷史的不同時期都出現過，從匈牙利的霍爾蒂派、奧地利的陶爾斐斯基督教社會黨、希特勒上台前德國的钢盔前线士兵联盟和其他民族主義者，到葡萄牙的薩拉查，1966年戴高樂主義運動和當代法國和意大利的君主主義者。右翼極端分子是保守的，而不是革命的。他們尋求改變政治制度以保存或恢復文化和經濟制度，而自由派和左派極端分子則尋求利用政治手段進行文化和社會革命。右翼極端分子的理想不是極權統治者，而是君主，或者行事為人的傳統主義者。西班牙、奧地利、匈牙利、德國和意大利的許多此類運動一直是明確的君主主義者……這些運動的支持者與中間派的支持者不同，他們往往更富有，更虔誠，這在以下方面更為重要大規模支持的潛力。

## 地區政治
在西方世界民主國家，「保守派」和「右派」兩詞經常是可以互換的，幾乎成了同义词。雖然這並非完全正確，但兩者的確重疊性極高。埃德蒙·伯克的保守主義支持穩定、逐步的改革而非激進的改變。許多保守派也反對那些排外主義者和种族主义者，然而這些人通常也被歸類為政治的右派，這就如同許多自由主義者也反對左派的共產主義思想一般。贸易保护主义和反移民的政策也經常會和那些支持自由市場和自由貿易的保守派產生衝突。
受到了早期英國保守主義思想家如埃德蒙·伯克和大卫·休谟的影響，一些保守主義者也反對軍事干預主義，伯克認為帝國主義是與保守主義的傳統完全衝突的，因為帝國主義試圖建立一個新的殖民社會。不過，一些支持神權政治、民族主義、沙文主义的人也常被稱為保守主義，帝國主義和種族主義也常被歸類為保守派，有時候一些「正統的」保守派也會與這些人聯合。英国保守党便是大英帝国概念的強烈支持者。「正統的」保守派與那些被稱為極右派的人士之間的重疊程度通常是取決於一些政治上的禁忌，而非相當嚴謹的意識形態差異。在歐洲的議會制度下，保守派通常會與中立派甚至是左派相結盟，而非仇外而又民粹主義的極右派，雖然許多批評者也認為保守派採取了極右派的理念。

### 英美世界
英美現今保守主義政黨通常傾向於小政府、自由市場的經濟架構，以及在政治意識形態上強烈反對社會主義以及共產主義，甚至是反全球化及支持民粹主義，例如退出不必要的國際組織等。英美的部分進步保守主義者可能相對的支持有限度市場管控和社會福利政策，改以法律約束公平競爭的型態；現在歐洲國家的保守派跟大洋洲國家的保守派同樣在對待外來移民的議題方面，比北美洲國家的保守派採取更為強硬的態度，但相對而言對外來文化上是比較開放，甚至支持部分社會自由主義的政策，雖然他們也會關心商業活動及市場經濟的自由發展，不過他們也較少反對或有限度支持福利國家政策的相關目標。

#### 英國
伯克經常被視為是英美保守主義之父。在英国，伯克的保守主義繼續發展，但其影響早已不限於英國本土，遍及美國的發展使其不再特定於英國的保守主義了。伯克的保守主義與當代的英國保守主義並沒有相當明確而有系統的連結。身為一個老輝格黨員，伯克絕對不是所謂「保守派的創始人」。
最早的保守主义产生于英国革命和法国大革命。那些反对激烈变革和革命的人，被称为保守派。由于当时的革命对象是君主和贵族，所以保守分子又被称为王权分子或者保皇党人。18世纪和19世纪初，经过光荣革命后的英国，已经进入现代民主的政党政治，也有人称之为披着君主外衣的共和国。当时英国政坛有两个主要政党，辉格党和托利党。辉格党人具有自由主义色彩，主张变革，反对君權神授的絕對王权。托利党人则坚守传统，反对变革，支持王权發揮重要作用。相对于辉格党，托利党被称为奉行保守主义的政党。辉格党后来逐渐演变成了英国的自由党，托利党则是现在保守党的前身。
托利黨反映了宗教保守主義者、中產階級和部分掌握大量社會資源的人士的政治態度，並且支持君主制、聖公會、家庭倫理，並支持私人財產以保障社會秩序。到了工业革命的開端，工業和科技的發展顯然將會破壞這些以農村為主的框架，新出現的產業精英份子也被托利党人視為是社會秩序的大敵。在這個時候，羅伯特·皮爾爵士試圖將新的工業階級與托利黨傳統的地主階級融合。1846年，他說服了地主們支持撤銷穀物法。在他的努力下，一個新的政治團體出現了，他們在試著保障傳統秩序的同時也接受自由放任和自由貿易的概念，傳統地主和產業份子的融合最後產生了新的保守党。
本杰明·迪斯雷利給了這個新政黨一個政治意識形態。年輕時他被浪漫主義運動和當時流行的中世紀復古風潮所影響，並發展出了一套對於工業主義的批評。他所提出的解決方法，是回歸到一個理想中合作性的社會，在之中每個人都必須對其他人或團體負起責任。這種統一概念在英國政治裡仍是重要的傳統之一。這也啟發了後來許多保守派政府所進行的社會改革。由迪斯雷利領導的保守派政府承認了勞工階級的投票權利。他領導的保守黨政府主張許多勞工權益的政治理念和價值觀也可以是傳統保守主義的，這也是保守黨一國保守主義的主張，成為現今保守黨的主流派系。
自由派和保守派在第一次世界大戰中的結盟、加上工黨的崛起，加速了自由黨在1920年代的垮台。在第二次世界大戰後，保守黨實際上接受了許多由工黨推行的社會主義政策，特別上接納並完善國民保健署。這種讓步在實際上是為了重新獲取權力，但很大程度上也是因為當中國有化的概念恢復了社會經濟，成了當時跨政黨的共識，主要是受到了凯恩斯主义的影響。不過，到了1980年代，在玛格利特·撒切尔的領導下，保守黨回歸到了古典自由主義的經濟理念，並推行新自由主義，私有化了大量的國有企業。在撒切尔的領導下，是保守黨的黃金時期，保守黨連續執政18年至1997年才結束。

#### 美國
在美國，保守主義一詞是集合了眾多政治意識形態的稱呼，包括了新自由主義、經濟保守主義、經濟自由主義、社會保守主義、和宗教保守主義，同時支持維持一支強大的軍隊、反對国际主义、並提倡地方州的權利（州權）。
当代美國保守主義在20世紀後半期結合為一股政治意識形態，以回應20世紀初期以來因為經濟大恐慌而出現的許多社會和政治改變，在冷戰中美國保守主義強調與蘇聯和共產主義的對抗，並在1980年代初期在經濟上展開一連串撤銷管制的自由放任政策，反對富兰克林·德拉诺·罗斯福的新政。
美國政治一直以来基本是两党制。两个政党之间虽然共同拥有一些基本的意識形態和价值观念，但也存在着许多分歧，尤其在面向变革方面，存在着一个相对支持变革，持社會自由主义及進步主义倾向的政党，称为民主党；和一个相对反对变革，持保守主义倾向的政党，称为共和党。
共和党支持小政府，反对政府干预市场经济，反对政府过大公权力对公民自由造成损害，反對槍械管制。虽然共和党被称为保守主义政党，但和传統保守主义还是不同的，传統保守主义倾向經濟自由主义，但在社会议题上強烈支持政教分離，避免宗教组織介入政治，與現時共和黨受宗教組織勢力支持不同。这也證明了为什么保守主义在不同历史阶段和不同地區，都拥有不同的含义，特別是共和党在20世紀後存在不同的意識形態並轉變現今的保守派。
雖然保守派在兩大黨過去都有一定數量的派系存在，特別是民主黨1990年代前在南方仍存在不少保守派。但到了今天民主黨內的保守派早已失去影響力，目前幾乎所有的保守派都自認為共和黨支持者。在2000年和2004年，大約80%自稱為保守派的人都投票給了共和黨。2010年，在南方的民主黨保守派失去議席，並被共和黨保守派取代。
共和党在政治和理论上的基础，可以追溯到20世纪几位著名的古典自由主義思想家、经济学家弗里德里克·哈耶克，米爾頓·佛利民等。哈耶克就自称是一个老辉格党人。只是相对于现代西方的自由社会主义思潮，他们坚守19世纪自由主义传统，反对社会主义，因此被称为保守主义。
在美國，自由主義一詞早已改變了原意，哈耶克認為涵義的改變是從羅斯福任內開始的，小羅斯福實行的新政在當時被貼上社會主義和左翼的標籤，由於社會主義和共產主義等在美國不受歡迎，小羅斯福於是自稱為自由主義者，並重新定義。自從那時開始，「自由主義」一詞在美國改變了涵義，與原本18和19世紀的自由主義完全不同了。哈耶克便主張他並不是所謂的保守主義者，反而他才是真的自由主義者，而那些新自由主義者只是冒充者，他也因此一直拒絕放棄這種稱呼，但美國的自由主義者認為天生及社會的不平等已經妨礙個人自由，如缺錢念公立大學等，所以需要政府介入補助才可能達到人類真正的自由，自由主義在美國已成為左派的代名詞。
共和黨有許多不同的主流派系，也可以套用至各種的理念或意識形態，但共同點都是傳統保守主義的主張，認同小政府、自由貿易和不受政府干預的市場經濟，強烈反對社會主義。共和黨主張經濟自由主義、傳統保守主義、古典保守主義，亦是傳統保守主義，反對在政府和社會制度上的激進變革，這種形式的保守主義其實是反意識形態的，因為其強調程序（穩定而不急躁的改革）高過特定結果（任何形式的理想政府）。對於古典保守主義而言，只要改變是經由正當的法治程序、而非經由革命或突然的變動，那麼不管最後的政府是屬於右派或左派都是正當的。自1930年代以來，成为共和党的主流保守派別，相信及認同小政府及自由貿易是作為共和黨人的基本信念。1980年代後，加入新自由主義的下滲經濟學。
社會保守主義是共和黨的主流，強調傳統的家庭社會價值觀，反對墮胎及LGBT權利等。
新保守主義在美国在1990年代後出现的一种共和黨保守主义的派系，由于有别于共和党传统保守主义，因此称为“新保守主义”。新保守主义主要是从自由主义转变而来，反对20世纪60年代的自由派的激进变革，特別是民权思想趋于保守，从而形成新保守主义。他们的思想根源，和传统保守主义不一样，传统保守主义的哲学基础，是建立在埃德蒙·伯克思想基础上的。但新保守主义并不信奉伯克的思想。美國新保守主義者支持軍事干涉主义，倡導建立真正意義上的世界和平，也支持不計成本打擊世界上奉行「恐怖主義」與「包庇主義」的國家或地區，這就是具「先發制人」戰略的國家主義原則，也經常被人戲稱為「國家恐怖主義」，其典型正是伊拉克戰爭，在小布什政府充份發揮作用。新保守主義受到唐納·川普反對及抵制。
宗教保守主義自1980年代為對抗左翼自由主義而崛起，開始滲入共和黨政治。以基督教右派、福音派、天主教保守派及摩門教為主，強調美國的基督教文化傳統價值觀，應體現在國家政府中。

### 歐洲大陆

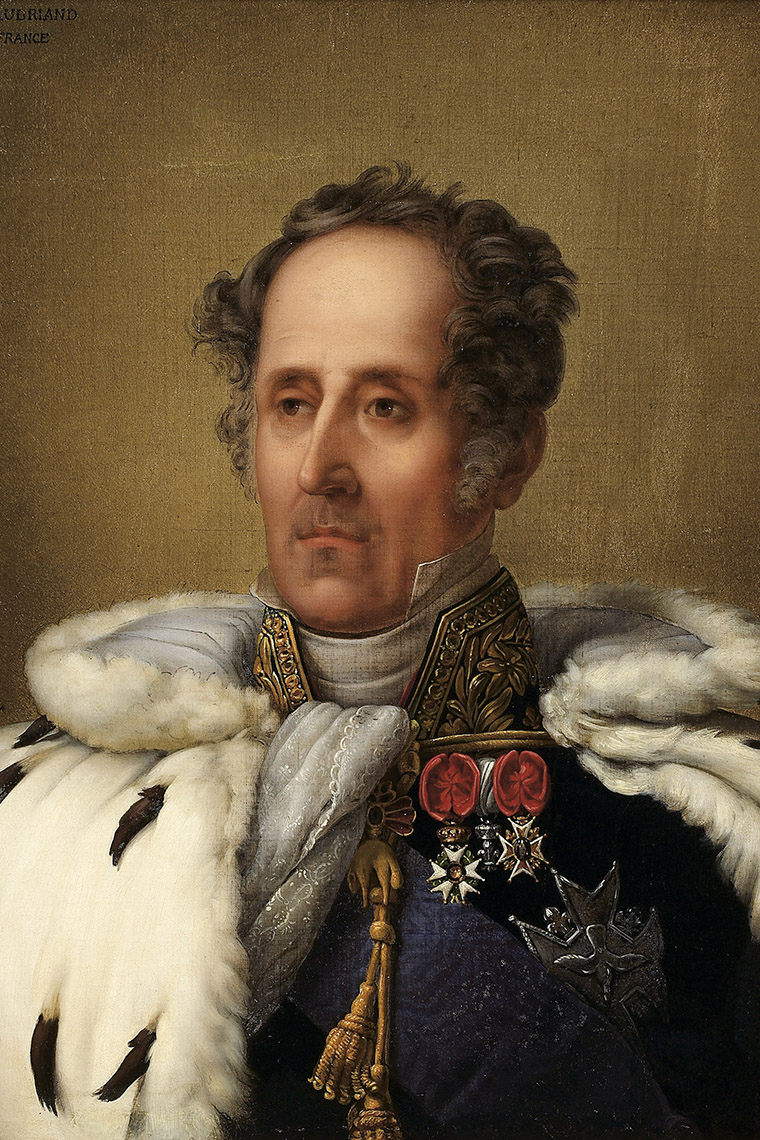
夏多布里昂

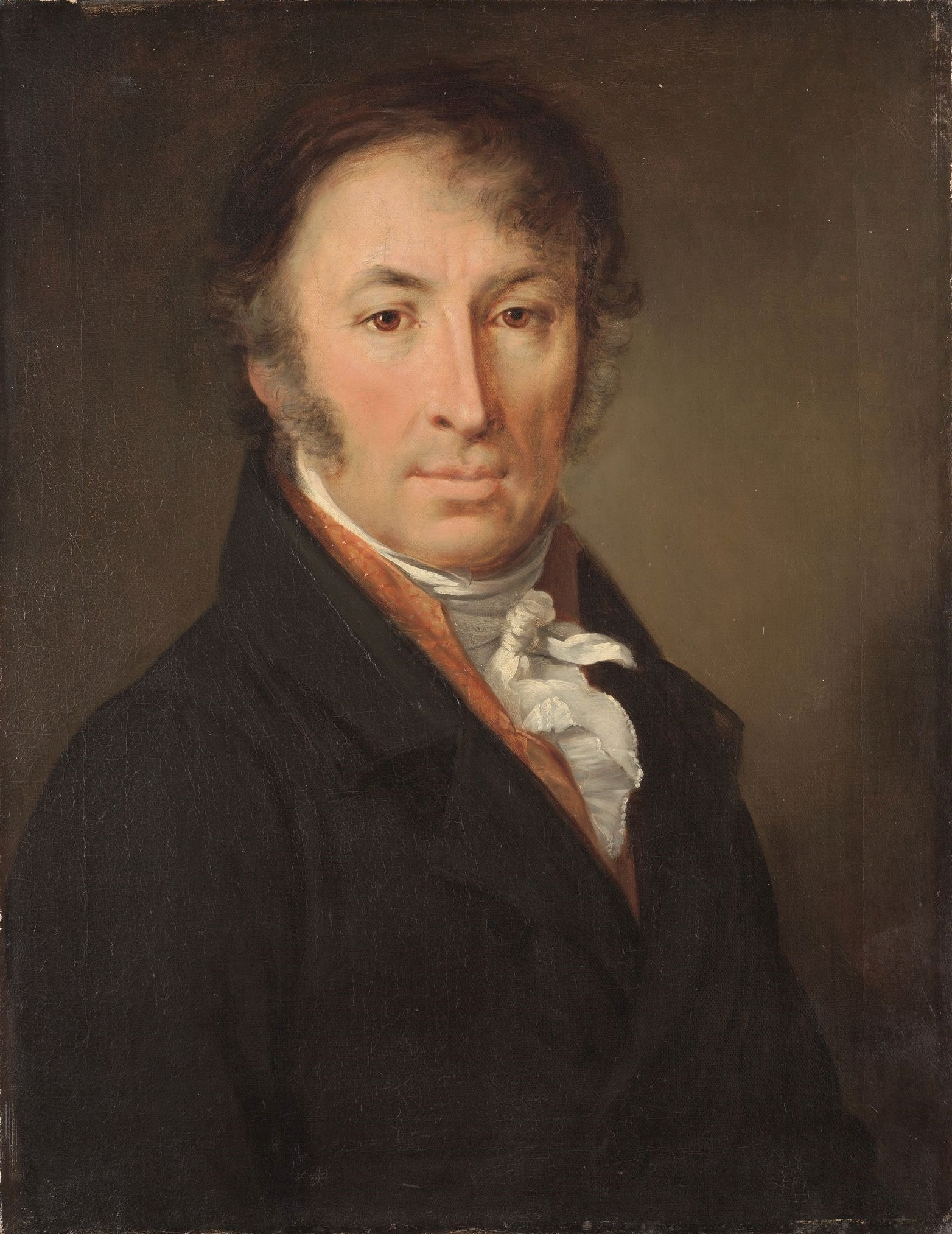
尼古拉·米哈伊洛维奇·卡拉姆津

在18世纪和19世纪的欧洲大陆，保守主义的右派通常是主张大政府和国家统制经济、维护君主专制、强调民族主义、国家主义和中央集权，反对理性主义和科学主义，以最正统的老右派自居，将启蒙运动以来的一切新思潮包括古典自由主义、英美保守主义在内都视为左派理论，并对其强烈否定。典型的代表例如法国的约瑟夫·德·迈斯特，他认为人类所有的通过理性主义建立的制度一定会被新的理性主义推翻，只有非理性的制度才能永存，极力鼓吹一神教，认为“上帝是什么、神是什么”谁都不知道，只有不可知而使人敬畏的东西才能使人臣服，治理社会必须依靠基于集权统治和刽子手的警察国家，有了这样的恐怖统治，社会才能稳定。约瑟夫·德·迈斯特将法国大革命描述为恐怖统治，认为其恐怖的罪行是启蒙运动思想的逻辑结果、是对其的神圣惩罚。再比如德国的经济历史学派的弗里德里希·李斯特和威廉·罗雪尔（Wilhelm Georg Friedrich Roscher），鼓吹重商主义反对古典自由主义下的自由贸易，强调由普鲁士专制政权强力主导民族国家下的工业化和贸易保护主义，为德国资本主义的形成及反对工人运动进行辩护，俾斯麦的王朝社会主义正是以这样的经济理论为主导，马克思称之为“庸俗经济学的教授形态”。
在现代歐洲大陸，保守主義的主流通常是以基督教民主主義政黨為代表。這些政黨組成了中間偏右歐洲人民黨──欧洲议会裡的主要政黨聯盟之一。這些政黨通常是起源自19世紀末期和20世紀初期的天主教政黨，擁護天主教教義的社會理念。隨著時間發展，保守主義及基督教民主主義成了他們的主要政治意識形態，天主教色彩也逐漸淡去，亦不再限制非基督徒加入，但基督教價值觀主張仍體現在政黨中。德國的德国基督教民主联盟及其聯盟政黨拜恩基督教社会联盟都是屬於新教-天主教背景結合的中間偏右基督教民主主義及保守主義政黨。荷蘭的基督教民主呼籲及奧地利的奧地利人民黨也是中間偏右基督教民主主義及保守主義政黨。
而在北歐，保守主義取党通常是由自由保守主義的政黨例如瑞典的溫和黨、挪威的保守党、芬蘭国家联合党、冰島独立党和丹麦保守人民党為代表。在國內政策上，這些政黨通常支持市場為主的政策，一般也會從商業團體和白領職業階級獲得支持。而在國際上，他們則會支持歐盟以及北約協防的重要。
一般而言，歐洲的保守派在許多社會和經濟議題上會比美國保守派採取更為溫和的態度，甚至偏向美國自由派。他們也較少反對福利國家政策的那些目標，雖然他們也會關心商業環境的發展。不過，不少歐洲保守派也採取了更進一步的自由放任市場經濟政策，尤其是受到了撒切尔主義的影響。歐洲的保守派通常強調在政治上採取謹慎、溫和的態度，主張應以已經實踐過的做法為主，反對激進主義和未經實踐的社會實驗。對於高雅文化和既定政治制度，如君主立憲政體的支持者也在歐洲保守派之間相當常見。主流的保守派政黨通常也堅定的支持歐盟。近年不少歐洲的保守派在歐洲移民危機中，堅決反對無限制的收容穆斯林難民，以免影響歐洲的基督教文化傳統。歐洲的保守派政黨現也有與右翼民粹主義政黨有一定程度的合作。
俄羅斯保守主義意識形態的發展始於19世紀。尼古拉·米哈伊洛维奇·卡拉姆津在《關於古代和新俄羅斯的註釋（Записка о древней и новой России）》（1811年）中首次明確表達了保守主义思想。卡拉姆津要求政府“保護智慧多於創造智慧”，否認有必要按照歐洲模式進行改革，儘管他並不否認社會逐漸歐洲化的價值；他認為威權主義和專制是俄羅斯整個國家和社會秩序不可動搖的基礎。繼卡拉姆津之後，他們質疑改革的價值，而俄罗斯保守派原則上否認了俄羅斯歐洲化的必要性。在亞歷山大二世自由統治之後，保守派在他的繼任者亞歷山大三世統治時期重新回到了宮廷。觀察家認為，在後蘇聯時代的俄羅斯，保守主義是2010年代和2020年代的國家意識形態。弗拉基米爾·普京總統也不否認這一點：
健康的保守主義以使用所有最好的、新的、有前途的事物為前提，以確保逐步發展。一個社會要存在，就必須支持人類幾個世紀以來發展起來的基本事物：這是對母性和童年的謹慎態度，這是對我們自己的歷史、成就的謹慎態度，對我們的傳統和傳統宗教的態度。

### 东亚

#### 日本
明治維新後，日本採取了以五條誓言為基礎的開放國策。五條誓言中，有“破舊俗，立於天地”的誓言。主张培育“和魂洋才”。1871年，廢藩置縣，從江戶時代的分權制回歸中央集權。1872年，福澤谕吉在《學文綱》中寫道：“如果人人都立志於學問，了解事物的道理，順從文明之風，政府的法律仍然是寬容的。法律是寬容還是严厉，要看人民的德行。”1873年，森有礼與福澤谕吉等西方學者共同組建明六社，傳播漸進啟蒙思想。
1881年，日本頒布了設立國會的詔書，此後政黨誕生，1890年大日本帝國憲法生效，帝國議會成立。在當時的日本，“保守派是指極端保守的人，頑固地堅持舊規則；在進步中維持秩序是首要任務。此外，保守派傾向於採取集權主义、外交和工業生產的政策，而改革派（進步派）傾向於採取分權主义、貿易和不干涉工業生產的政策。1900年，伊藤博文組建立憲政友會并作為執政黨，開始了日本的政黨政治。
戰後，1955年，自民黨在其「立党宣言」中宣布自己為保守主义政黨，旨在有序地推進社会发展。1963年，林健太郎編撰了《當代日本思想大系 35 新保守主義》。林健太郎認為，保守主義既不是反動的，也不是邪惡的，而是在反對自由主義和社會主義的同時始終保持其存在。1980年代，與美國的羅納德·裡根、英國的瑪格麗特·撒切爾和西德的赫爾穆特·科爾一起，中曾根康弘政府被稱為新保守主義。此外，在小泉純一郎執政後的自民黨中，新自由主義經濟中的親美保守派和新保守派成為了主體。根據丸山政雄的說法，“日本的保守主義是適應當下現實的保守主義（等于現實主義），不會像法國保皇黨那樣固執地堅持保守主義原則。”中村博司寫道：“日本人歷來共有的、順應形勢或事態發展的政治文化是專制的、隨從權勢的。這是日本政治氣候的一個特點”，並解釋說，日本存在一種“無能為力”和“看情況、看立場”的文化。2010年，自民黨在其新綱領中宣布，天皇應該受到尊敬，日本人應該是有歸屬感的公民，自民党將“建立一個真正日本的日本。”

#### 韩国
韓國的主要保守主义政黨在其歷史上一直在改變其形式。首先是民主自由黨（민주자유당），其第一任領導人是韓國第六共和國第一任總統盧泰愚。民主自由黨是由盧泰愚的民主正義黨、金泳三的統一民主黨和金鍾泌的新民主共和黨合併而成。再次通過選舉，其第二任領導人金泳三成為韓國第十四任總統。保守黨在大選中被反對黨擊敗後，再次改變形式，順應黨員的改革訴求。它成為了新韩国黨，但一年後又發生了變化，它更名為大國家黨（GNP）。自已故金大中1998年就任總統以來，该黨沦为反對黨，直到保守派李明博贏得2007年總統大選。2020年，保守派政黨統合為國民力量，於2022年由尹錫悅贏得總統大選重新上台執政。

#### 新加坡
新加坡唯一的保守主义政黨是人民行動黨，自1965年獨立以來长期执政。该党以“亞洲民主”（Asian democracy）和“亚洲價值觀”或“共同價值觀”的形式提倡保守價值觀。新加坡政治光譜左翼的主要政黨是工人黨。

#### 香港
香港建制派被自由主义人士認為偏向保守主義，特別是在經濟，政治及社會層面上，被支持自由民主的泛民主派贬称为“保皇党”。。

#### 中國大陆

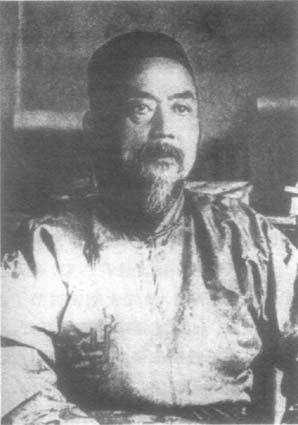
辜鸿铭

中國近代史上，人們視助推新事物成長為進步，助舊事物排斥新事物為保守；其實進步主義與保守主義相對，激進主義則與頑固主義相對:3。中國社會中間力量一直成長不足；進步主義與保守主義鬥爭，激進主義與頑固主義鬥爭，實際進步不大:4。
洋务运动、戊戌变法被认为是保守主义（保皇主义）的尝试，与孙中山等革命党人引进美国革命的共和主义主张相对，不过孫中山思想也包括文化保守主義元素。辛亥革命后，袁世凯尊孔、张勋复辟的企图也被進步主義者認為是保守主义的体现，与新文化运动引介的自由主义、马克思主义、无政府主义等西方思潮相对。1927年中国国民党清党（中共称四一二反革命政变）后，中国共产党以及国民党左派如宋庆龄等认为蒋介石的国民党已经背弃了孙中山的三民主义思想，周恩来1943年政论《论中国的法西斯主义——新专制主义》指蒋介石版本的“三民主义”（见《中国之命运》）是“中国的法西斯主义”“决看不出孙中山的革命的三民主义”。内战后，自由派知识分子部分导向中国共产党留在中国大陆，部分仍追随国府迁台。文革结束后，出现对极左的反思。一些学者和活动人士認為自六四事件以来，中国的政治威权主义、社会保守主义、文化保守主義和民族保守主義不断上升，是“右翼发展性独裁”。

## 心理学研究
第二次世界大戰後，心理學家對左右翼意識形態差異的不同動機和傾向進行了研究。早期的研究集中在保守派上，例如西奧多·W·阿多諾基於F量表人格測試的《威權主义人格》（The Authoritarian Personality, 1950）。這本書在理論和方法論的基礎上受到了嚴厲的批評，但它的一些發現已被進一步的實證研究證實。
1973年，英國心理學家格倫·威爾遜（Glenn Wilson）出版了一本有影響力的書，表明保守主义信念的一個普遍因素是“對不確定性的恐懼”。Jost、Glaser、Kruglanski和Sulloway在2003年的研究综述發現，許多因素，例如不能容忍模棱兩可和需要認知封閉，都會影響一個人的政治保守主義程度及其在決策中的表現。麦克莱（Kathleen Maclay）的一項研究表明，這些特徵“可能與個人承諾和堅定不移的忠誠等普遍重視的特徵有關”。研究還表明，雖然大多數人抵制變革，但自由主義者相对于保守主义者更能容忍變革。
心理學家鮑勃·阿爾特邁耶（Bob Altemeyer）指出，在他的右翼威權主義（RWA）量表中，政治上保守的人往往在RWA中排名靠前。這一發現得到了阿多諾的回應。對在以色列的以色列和巴勒斯坦學生進行的一項研究發現，右翼政黨支持者的RWA分數明顯高於左翼政黨支持者。然而，克劳森（H. Michael Crowson）及其同事在2005年的一項研究表明，RWA與其他保守立場之間存在適度差距，並指出他們的“結果表明，保守主義不是右翼威權主義的同義詞”。
心理學家普拉托（Felicia Pratto）和她的同事們發現證據支持這樣一種觀點，即高度社會支配取向 (SDO) 與保守的政治觀點和对促进平等的社會工程以的反对立场密切相關。普拉託的研究結果一直備受爭議，因為普拉託和她的同事發現，高SDO分數與偏見呈现高度相關。然而，大衛·施耐德（David J. Schneider）主張這三個因素之間存在更複雜的關係，他寫道：“當對SDO進行控制時，偏見與政治保守派之間的相關性幾乎降至零，這表明保守主義與偏見之間的聯繫的确是由SDO引起的”。保守派政治理論家肯尼斯·米洛批評了普拉託的著作，他說：“看重既定身份、讚美習慣和尊重偏見是保守氣質的特徵，不是因為它不合理，而是因為這些東西錨定了人類的快速沖動。在我們已經失去它們之前，我們通常不會開始重視習俗的堅固性。激進主義經常引發青年運動，而保守主義是成熟者的一種狀態，他們發現生活中他們最看重的是什麼”。
1996年，一項關於種族主義和保守主義之間關係的研究發現，两者关联性在受教育更高的人群中更明显，儘管“在任何教育或知識水平上，反黑人與政治保守主義基本上沒有關係”。他們還發現，種族主義和保守主義之間的相關性完全可以通過它們與社會支配取向的相互關係來解釋。
布鲁克斯（Arthur C. Brooks）在其2008年出版的《國民幸福總值》一書中提出了一項發現，即保守派的幸福度大約是自由派的兩倍。2008年的一項研究表明，保守派往往比自由派更快樂，因為他們傾向於為當前的事態辯護，而且他們不太受社會不平等的困擾。事實上，隨著收入不平等的加劇，這種相對幸福感的差異也會增加，因為保守派比自由派更能在意識形態上緩衝經濟不平等的負面影響。2012年的一項研究對此提出了質疑。
2009年的一項研究發現，保守主義和認知能力呈負相關。研究發現，保守主義與SAT、詞彙和類比測試成績、教育衡量標準（如小學、中學和大學的總入學率）以及PISA數學和閱讀作業的表現呈負相關。它還發現，保守主義與失敗國家指數的組成部分和“國家經濟和政治發展的其他幾個衡量標準”相關。研究使用了來自74個國家的參與者，並且對保守主義的定義與其他類似研究不同。哪些構成保守主義的定義在整個研究中有所不同。在巴西的樣本中，即使在校正了性別、年齡、教育和收入之後，中右派和中間派的智商也最高。
人格心理學研究表明，保守主義與盡責性呈正相關，與對新體驗的開放性呈負相關。由於盡責性與工作績效呈正相關，2021年的一項研究發現，保守派服務人員比自由派服務人員獲得更高的評分、評價和小費。

## 深入閱讀
- 埃德蒙·伯克. Reflections on the Revolution in France（《對法國大革命的反思》）, Hackett Publishing Company, Inc. October 1997: ISBN 0-87220-020-5 (paper).
- Crunden, Robert, The Superfluous Men: Critics of American Culture, 1900-1945, 1999. ISBN 1-882926-30-7
- Paul E. Gottfried, The Conservative Movement, 1993. ISBN 0-8057-9749-1
- Ted Honderich Conservatism
- Russell Kirk, The Conservative Mind, 7th Ed., 2001. ISBN 0-89526-171-5
- Russell Kirk, The Politics of Prudence, 1993. ISBN 1-882926-01-3
- Jerry Z. Muller Conservatism
- Robert Nisbet Conservatism: Dream and Reality, 2001. ISBN 0-7658-0862-5
- Noel O'Sullivan Conservatism
- Roger Scruton The Meaning of Conservatism
- Alexander Lee and Timothy Stanley The End of Politics: Triangulation, Realignment and the Battle for the Centre Ground (Politico's Publishing, 17th July 2006): ISBN 1-84275-174-3 (hardcover)

## 外部連結
- James Kalb的保守主義FAQ
- Conservatism（页面存档备份，存于） Stanford Encyclopedia of Philosophy 01-08-2015
- Dictionary of the History of Ideas: Conservatism at the University of Virginia. 美國保守主義
- 埃德蒙·伯克 著：《對法國大革命的反思》全文（页面存档备份，存于）
- 右派网（美国）（页面存档备份，存于）